# Provincia de Sourou
Sourou es una de las 45 provincias de Burkina Faso, su capital es Tougan.

## Departamentos (población estimada a 1 de julio de 2018)
La provincia está dividida en ocho departamentos:
- Di 30,899
- Gomboro 18,506
- Kassoum 27,735
- Kiembara 39,656
- Lanfièra 25,576
- Lankoué 22,581
- Toéni 40,868
- Tougan 89,483